# White 〜セツナサのカケラ〜
『White 〜セツナサのカケラ〜』（ホワイト 〜セツナサのカケラ〜）はねこねこソフトによるアダルトゲーム。1999年12月24日発売予定だったが、最終的には2000年1月28日に発売された。とある冬、主人公がいろいろな女性に会い恋愛をするという、アダルトゲームでは一般的な日常を描いた作品である。
ねこねこソフトの処女作に当たる作品である。当時の発売元はTGL内のくるみブランドとしてであった。ぽんこつがいることなど、後のねこねこソフトの作品につながるものが見られる。

## 登場人物
宮原 和泉（みやはら いずみ）
声：吉田由紀子
主人公の幼馴染。主人公と同じ学園に通っており、学年も同じ。男性に対する人見知りが激しく、主人公以外にはまともに話をすることすらままならない。元祖ぽんこつ。なお、麻雀にも登場したため、Whiteでは唯一立ち絵が書き直されたキャラクターである。
宮原 めぐみ （みやはら めぐみ）
声：角谷綾香
和泉の妹。主人公とは1つ年下。和泉よりしっかりした性格。主人公の幼馴染であり、以前は和泉も含めよく3人でいたが、とあるきっかけから和泉とは距離を置く。
仁科 まどか（にしな まどか）
声：前川優子
主人公と同じ学園にかよう1つ年上の先輩。交換留学生で学園に来ている。元気が非常にいい。ねこねこソフトで唯一関西弁を話すキャラ。
倉島 みかな（くらしま みかな）
声：天神有海
主人公と同じ学園に通う1つ年下の後輩。明るい性格だが、特撮同好会に所属しているなどおたくの一面も持つ。
杉崇 千波（すぎたか ちなみ）
声：山口恵
貝殻を集めれば夢がかなうという昔話を信じて砂浜に貝を拾いに来ている女の子。後に主人公と暮らすことになる。
三枝 葉月（さえぐさ はづき）
声：椿理沙
非常に無口でおとなしい性格。公園のベンチで佇んでいることが多く、話しかけられても反応しないで去ってしまう。